# 막푹응우옌

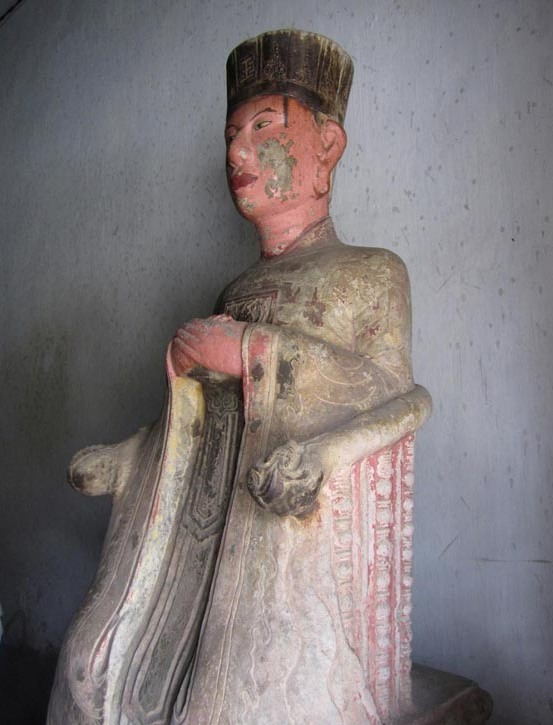

막푹응우옌(莫福源, ? ~ 1564년 2월 18일)은 대월 막 왕조의 제4대 황제(재위: 1546년 ~ 1564년)이다.

## 생애
막푹응우옌은 막푹하이의 아들로, 1546년에 막푹하이가 죽자 뒤를 이었다. 1547년에 빈딘으로 개원했다.
사양후(泗陽侯) 팜뜨응이(范子儀)가 어천현(御天縣) 화양(華陽)에서 홍왕(弘王) 막찐쭝을 황제로 옹립하여 막푹응우옌과 제위를 둘러싸고 쟁립했다. 막푹응우옌이 겸왕(謙王) 막낀디엔과 서군공(西郡公) 응우옌낀(阮敬)을 보내 팜뜨응이를 쳤으나 패했다. 팜뜨응이가 막찐쭝을 끼고 안광(安廣) 지방에 근거지를 두고 해양성(海陽省) 일대 및 명나라의 광서, 광동 일대를 약탈했다. 막푹응우옌은 이를 막을 수 없었고, 1549년에 탕롱을 버리고 도주했다.
1551년, 막낀디엔이 팜뜨응이를 잡아 죽였고, 막찐쭝은 명나라로 망명했다. 이러한 내란으로 막 왕조의 세력이 손상을 입었고, 후 레 왕조의 찐끼엠이 이를 틈타 막 왕조의 장수 레바리(黎伯驪), 부반멋을 선동해 반기를 들어 막 왕조를 공격하게 하였다. 막푹응우옌은 이를 피해 금성현(金城縣)으로 도망했고, 막낀디엔을 머무르게 한 뒤 병사를 주어 탕롱을 방어하라고 하였다. 막낀디엔은 찐 주의 군대를 격퇴시켰다. 이후 다시 막 왕조와 후 레 왕조 간 여러 차례 교전이 일어나 서로 이기거나 지기도 했다.
1564년 2월 18일, 막푹응우옌이 죽었다. 시호를 예황제(睿皇帝) 또는 영의황제(英毅皇帝), 묘호를 선종(宣宗)이라고 했다. 아들 막머우헙이 뒤를 이었다.
| 전 임 막푹하이 | 제4대 대월 막 왕조의 황제 1546년 ~ 1564년 | 후 임 막머우헙 |